# Taku Watanabe
Taku Watanabe (渡辺 卓?, Watanabe Taku; Prefettura di Ibaraki, 9 novembre 1971) è un ex calciatore giapponese, di ruolo difensore.